# Peugeot 601
Der Peugeot 601 ist ein PKW der oberen Mittelklasse von Peugeot, der zwischen Februar 1934 und Juli 1935 gebaut wurde. Er ist der Nachfolger des Peugeot Typ 183. Der 601 wurde mit einem Reihensechszylinder, 2148 cm³ und 60 PS ausgestattet. Die Ziffer „6“ in der Modellbezeichnung 601 rührt von der Verwendung des Sechszylindermotors her. Mit einem Gewicht von rund 1,4 Tonnen erreichte der 601 eine maximale Geschwindigkeit von 110 km/h. Wie andere Modelle von Peugeot in dieser Zeit wurde der 601 mit einer unabhängigen Frontfederung ausgestattet. Der Peugeot 601 kostete je nach Variante zwischen 28.500 und 34.000 Französische Franc.
Den 601 gab es in mehreren Karosserievarianten. Die ersten Modelle wurden als sogenannte „Berline“ gebaut. Außerdem gab es eine spezielle aerodynamische Limousine und schließlich wurde der 601 auch als Roadster und Coupé gebaut. Später wurde in geringen Stückzahlen auch ein über fünf Meter langes Cabriolet (Eclipse) gebaut, dessen Metalldach sich elektrisch in den Heckbereich des Fahrzeugs versenken ließ. Der Designer des Cabriolets war Georges Paulin.
Das Modell 601 war relativ erfolglos, weil es auf Basis eines vergrößerten Peugeot 201 zu schwach motorisiert war. Von den rund 4000 Fahrzeugen entfielen je etwa 160 auf die Roadster- und Cabrioletvariante. Nach diesem Misserfolg baute Peugeot die nächsten 30 Jahre keine Fahrzeuge der oberen Mittelklasse mehr.

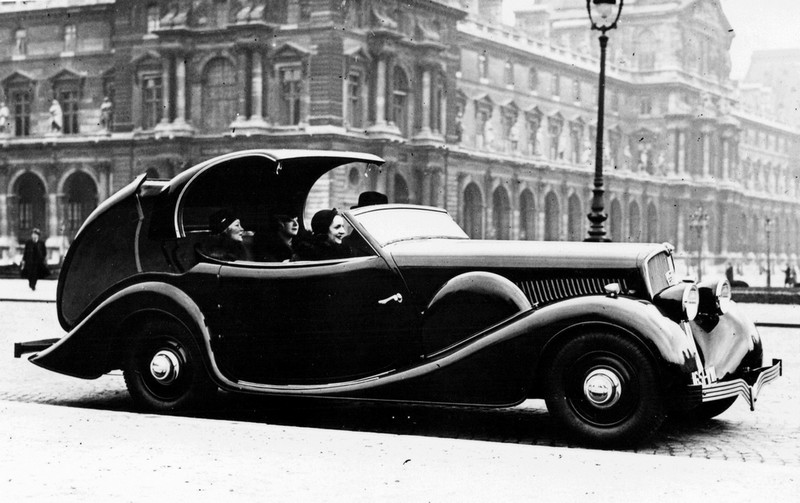
Peugeot 601 C Eclipse
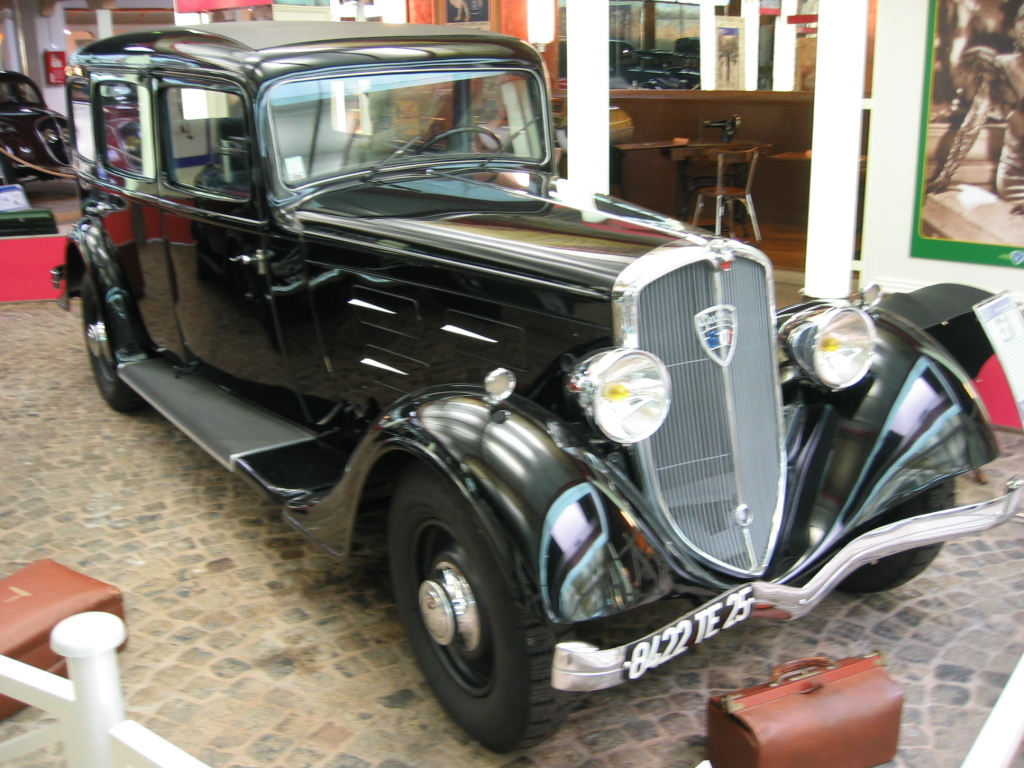
Peugeot 601 Limousine
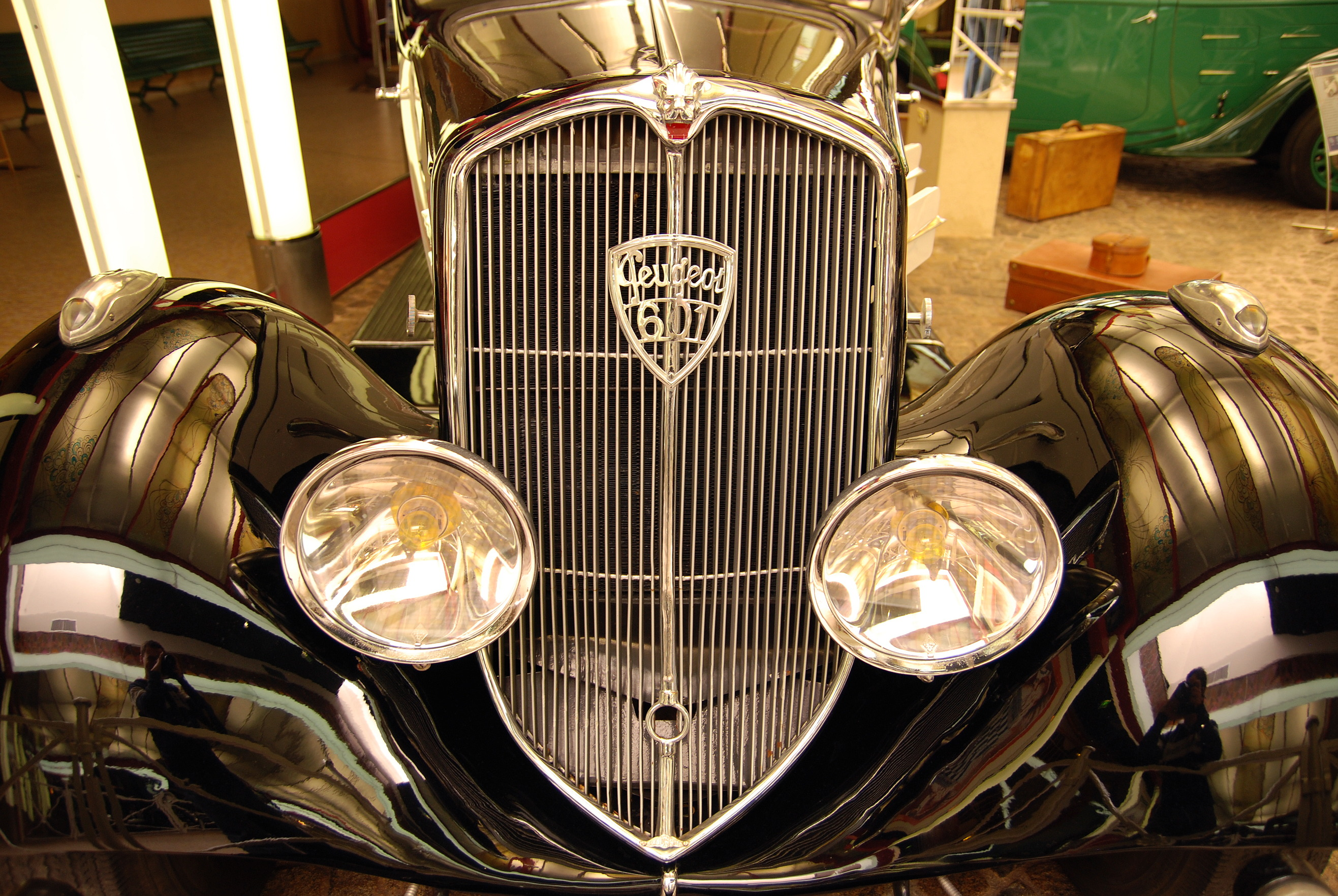
Peugeot 601 Berline (Frontpartie)
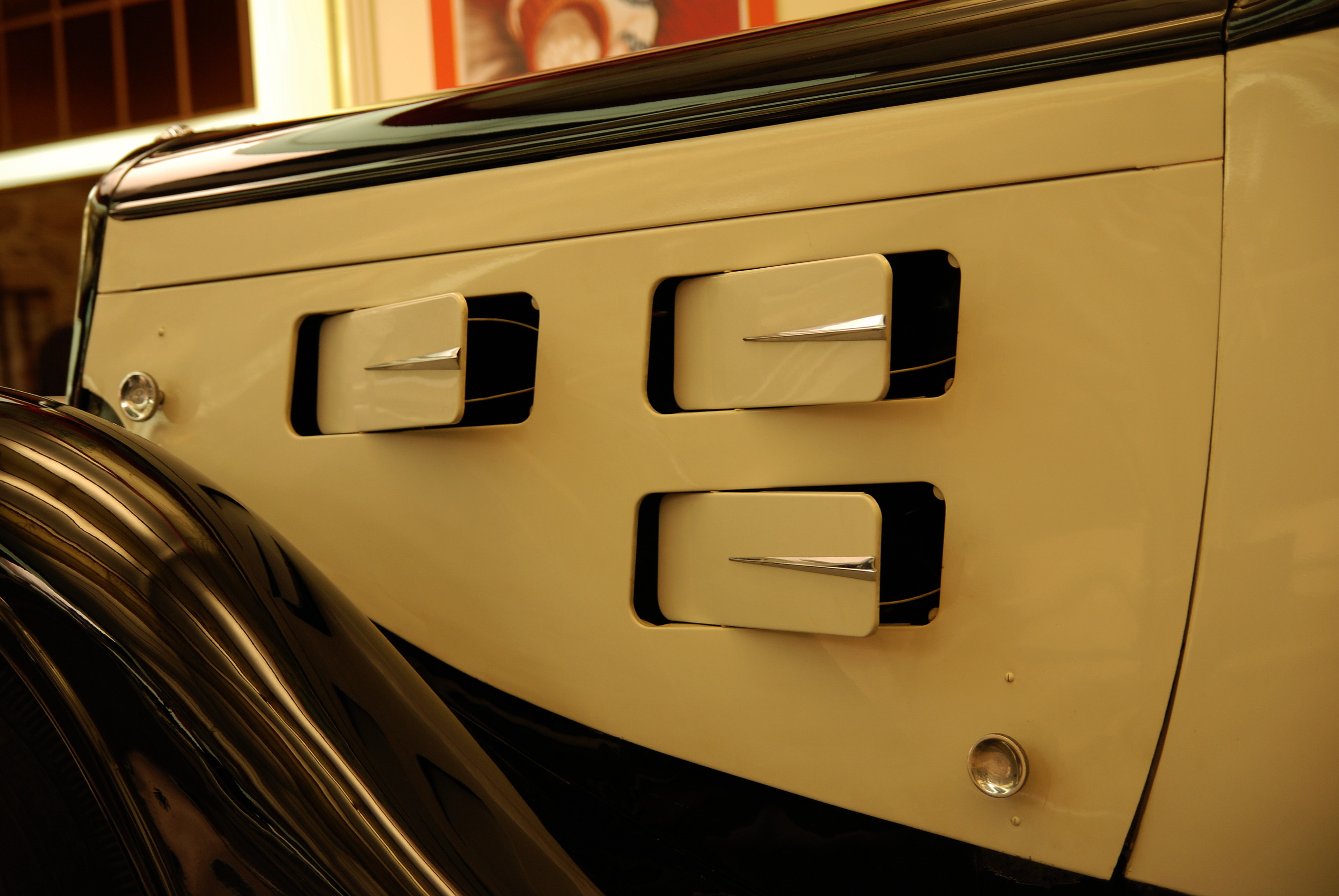
Peugeot 601 Berline (Detail)